# Roege Bos
Het Roege Bos (= ruig, woest bos), voorheen ookwel Park De Oude Held genoemd, is een 25 ha groot park- en bosgebied in het westen van de stad Groningen. Het Roege Bos vormt samen met Het Suikerunieterrein, Westpark en Eelderbaan een ecologisch groen kerngebied binnen de Stedelijke Ecologische Structuur van de gemeente. Het bos ligt in de wijk De Held, ten westen van Vinkhuizen en is gerealiseerd in de jaren negentig. Het bos ligt in de benedenloop van het Peizerdiep, ten oosten van Hoogkerk. Dit dorp ligt op een zandrug van de Hunsinge, dat de middeleeuwse naam was voor het Peizerdiep.
Het park ligt in de polder De Oude Held. De naam van deze polder en een net noordelijker gelegen polder De Jonge Held zijn afkomstig van de namen van twee gelijknamige molens. Zo staat de molen de Jonge Held nog steeds aan de Friesestraatweg bij Slaperstil. Het Roege Bos bevat hoge heuvels en kammen en een losloopzone voor honden   .

## Geschiedenis

### Voorgeschiedenis
Tijdens opgravingen is een paalpunt gevonden met jaarring die aangaf dat de boom gekapt werd na het jaar 129. Deze paalpunt was onderdeel van een boerderij op de stroomdalrug van een kreek die door dit veenlandschap liep. Na de 4e eeuw werd het gebied te nat er werd daarom weer verlaten.[1] In de late middeleeuwen ontstond er een poldergebied dat onderdeel vormde van Lieuwerderwolde en later van het Westerstadshamrik (I). In de 17e eeuw werd er voor het eerst melding gemaakt van de boerderij Vinkhuis.,.

### Midden twintigste eeuw
Net als Westpark is het Roege Bos aangelegd op de grond van een voormalig depot van suikerbieten. Door de aanwezigheid van het depot van de Suiker Unie is de grond verrijkt met tarra, slib dat bestaat uit de aarde die van de suikerbieten werd afgespoeld. Hierdoor is de grond zeer eutroof, en zal niet snel in een bloemenrijk gebied veranderen. In de jaren 1970 werden inheemse bomen aangeplant waarvan vooral de grote populieren opvallen.
Midden in het bos ligt een grote vijver met een houten vlonderpad erdoorheen. Deze ondiepe vijver valt gedurende de zomer vaak droog waardoor een moeras ontstaat. In de jaren 1990 is een kinderboerderij verplaatst naar de Eelderbaan. Aan de noordkant van het park bevindt zich een manege.

### Begin 21ste eeuw
In 2008 viel de centrale vijver te vroeg droog en in 2013 werd deze als maatregel uitgediept. In 2013  werd aan de oostkant tevens een nieuwe brug aangelegd,  zodat men ook vanaf Vinkhuizen eenvoudig het bos kan bereiken. Door het jaarlijks gefaseerd schonen zijn populaties libellen en amfibien toegenomen in het bos. Ook werd het terrein regelmatig begraasd door schapen. Bij de in 2016 vernieuwde brug werd een nieuwe robuuste speelplek aangelegd.

## Biodiversiteit
De vijver in het centrum is uitgediept en wordt gevoed door regenwater. Samen met de Eelderbaan vormde het een paradijs voor libellen, hiervan zijn 22 soorten aangetroffen. De groene glazenmaker is hier ook gespot, al ontbreekt zijn voedselplant krabbenscheer. Van de amfibieën zijn de groene kikker en de kleine watersalamander gespot. Meerkoeten en waterhoentjes zijn eenvoudig waar te nemen, maar de schuwe dodaars laten zich moeilijk bekijken. Appelvinken, ransuilen en grote bonte spechten broeden in dit bos. In 2020 zijn waterral, ijsvogels, beflijster, paarse morgenster, daslook en scheefbloemwitje waargenomen. De gewone dwergvleermuis, egel, ree, watervleermuis en laatvlieger zijn zoogdieren die in 2020 zijn waargenomen in het bos. Het is onverwachts dat de ree zich in dit bos voordoet omdat het ook een losloopgebied voor honden betreft.

## Foto's

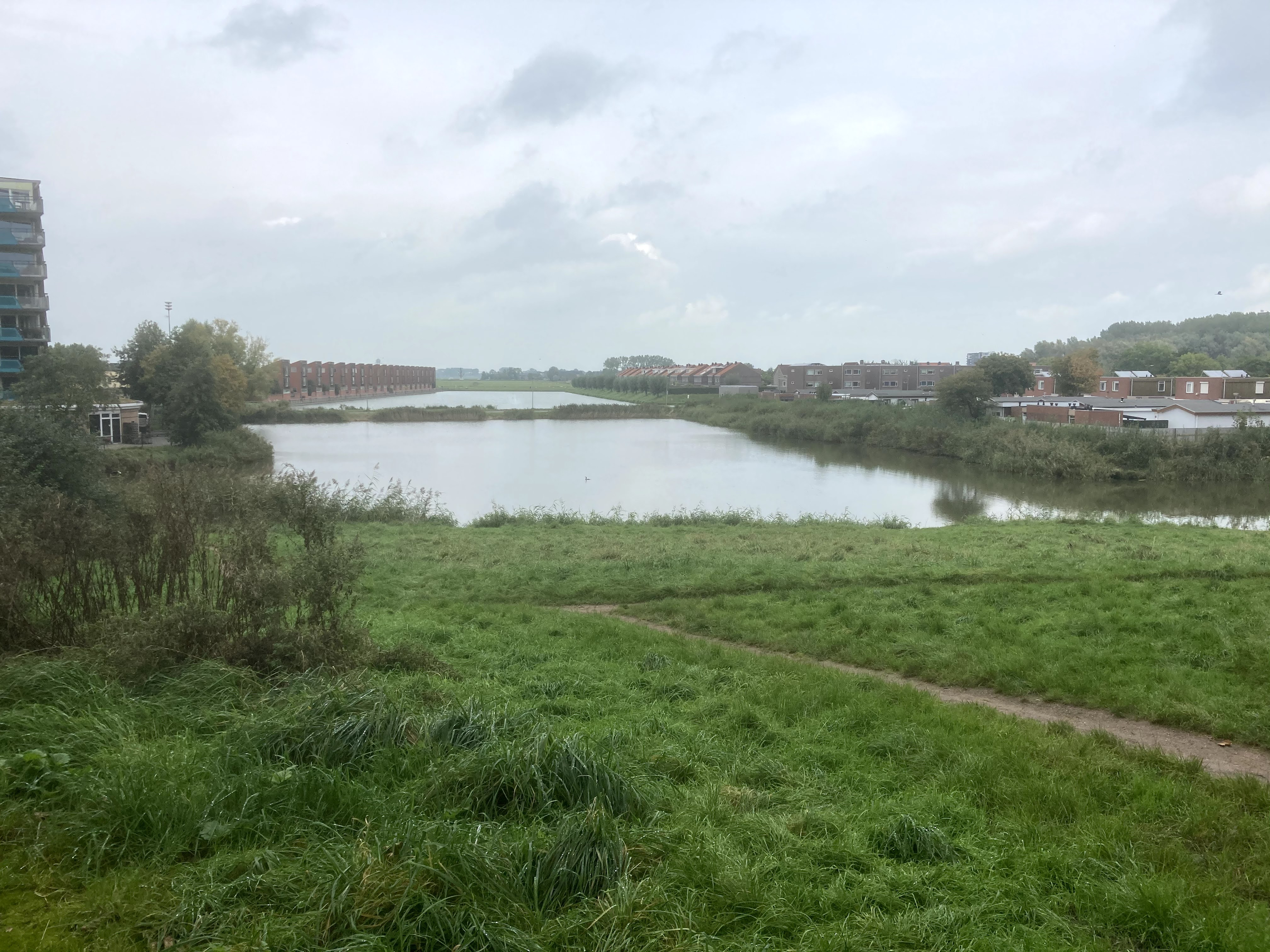
Uitzicht vanaf het hoge tarradepot over De Held 1 uit 1994, opgebouwd uit verschillende wierden
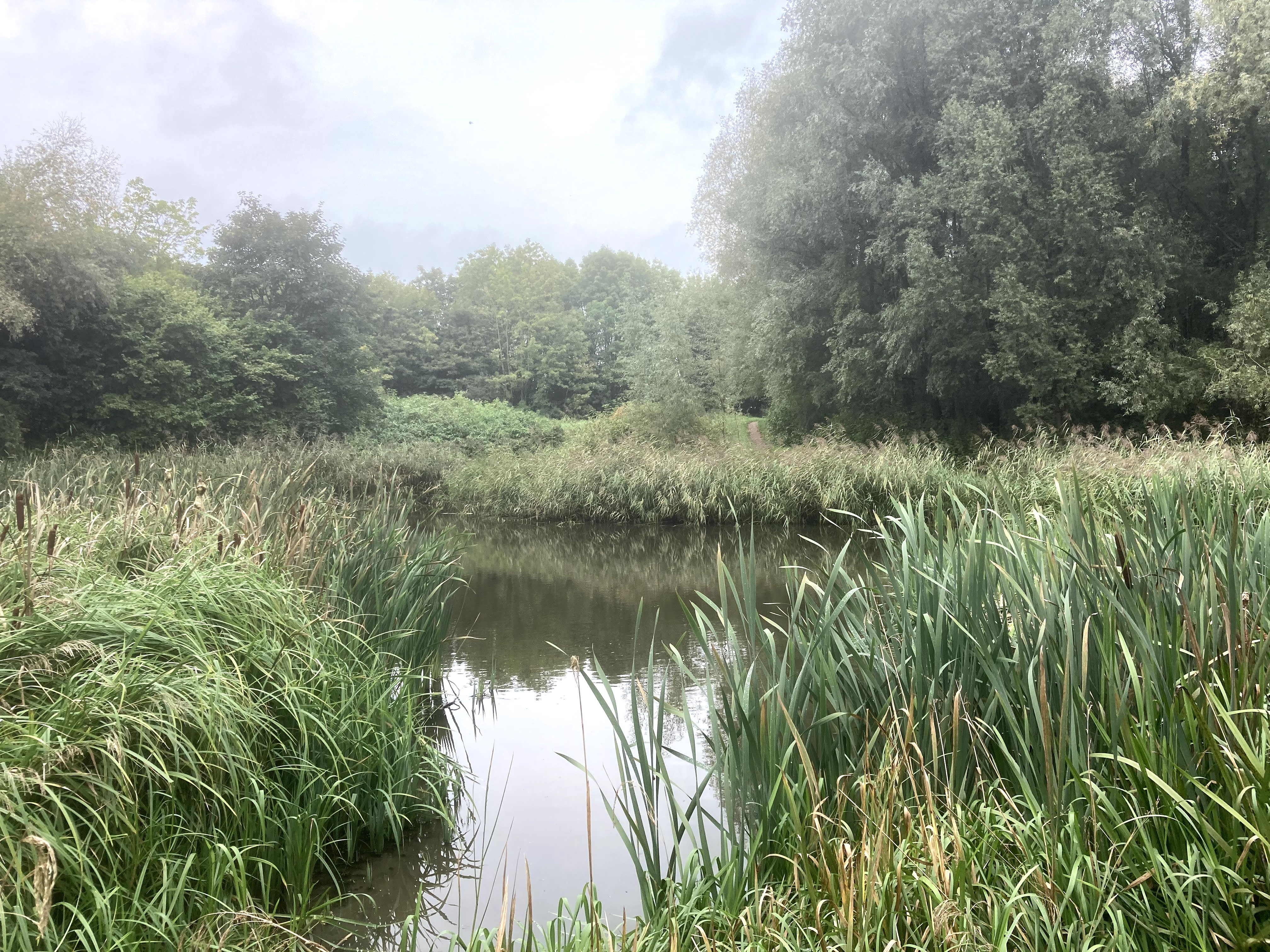
Omdat de vijver telkens droogviel is de vijver in 2010 verder uitgediept, echter in 2020 viel de vijver weer droog.
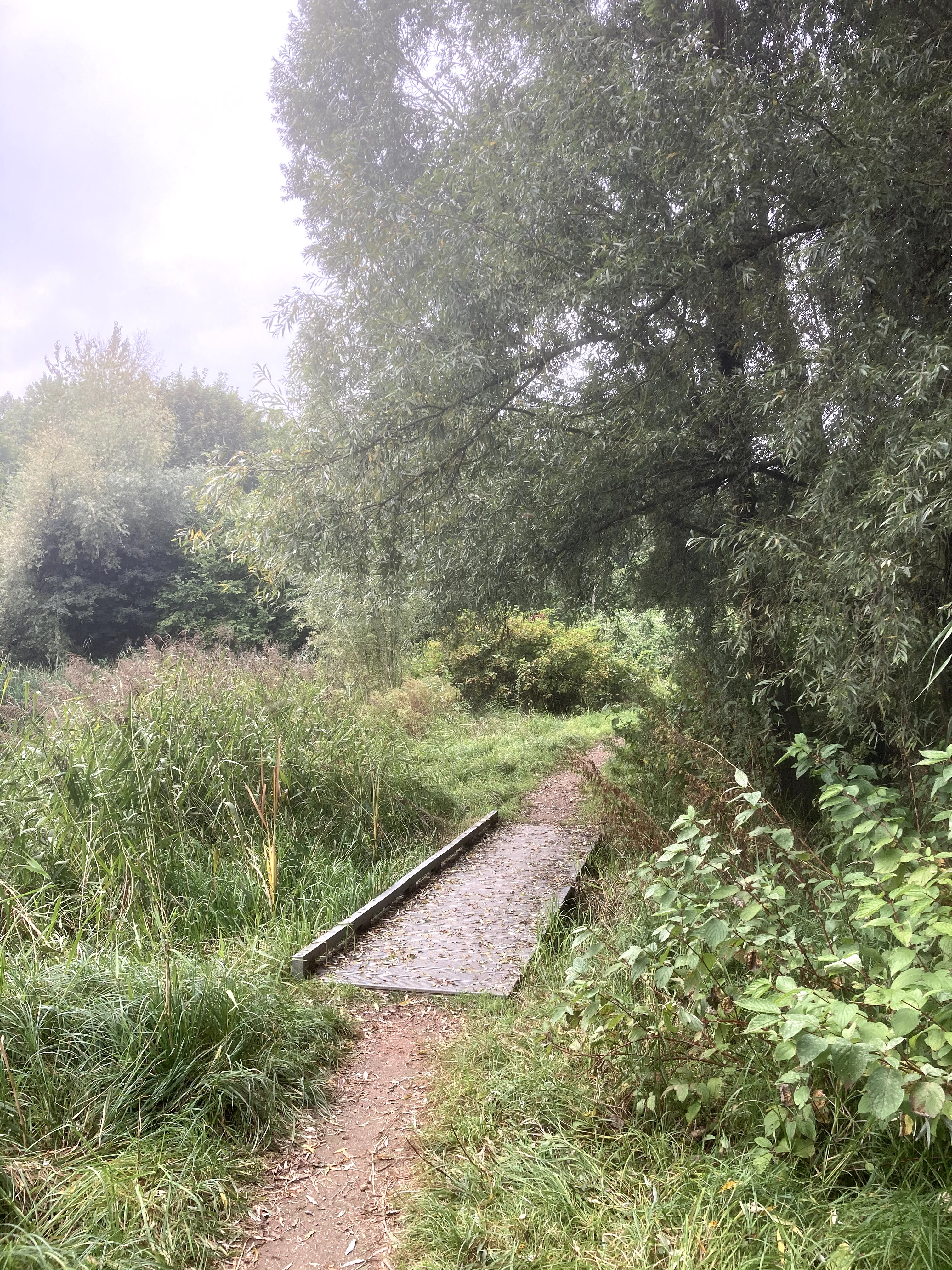
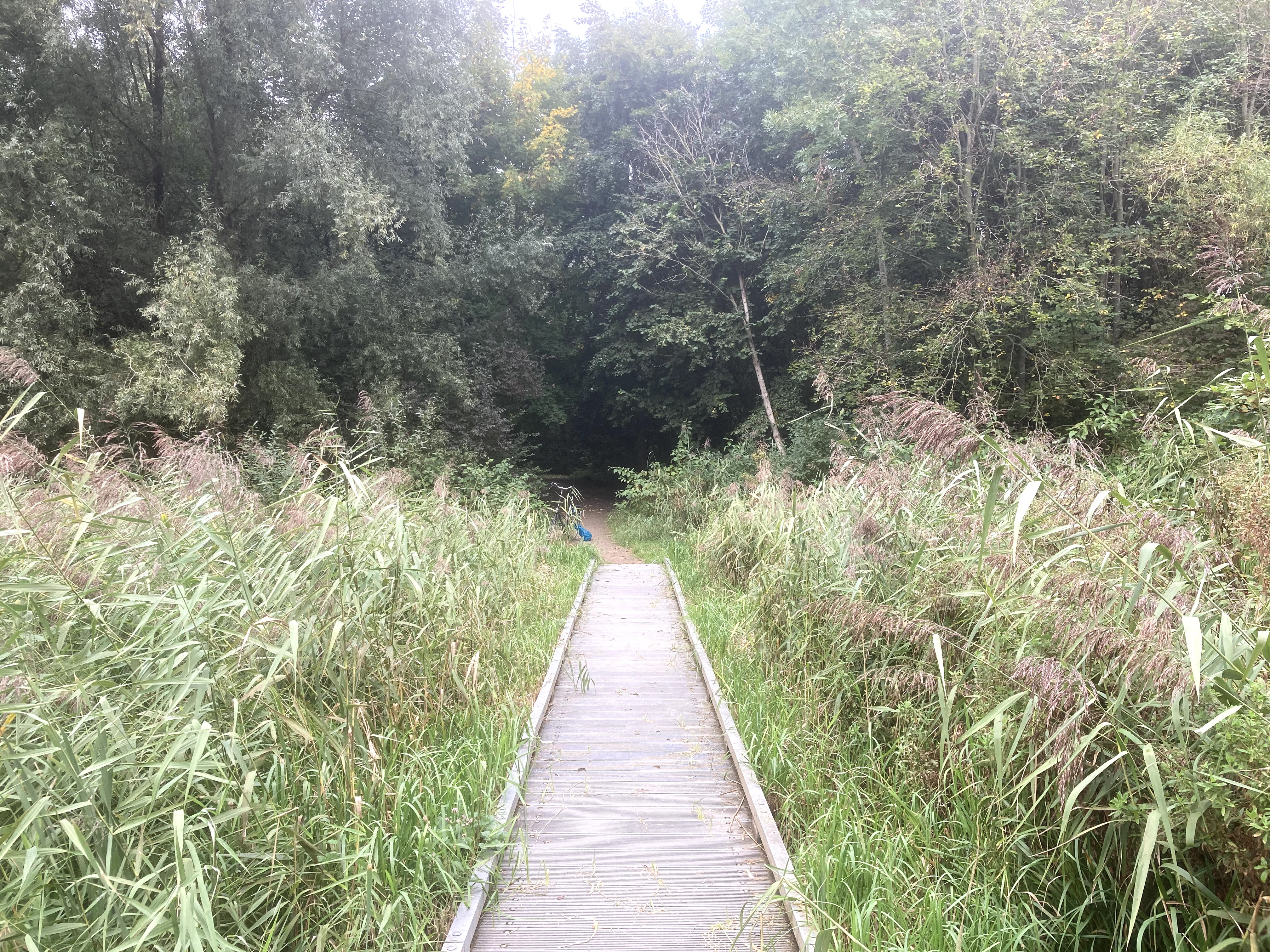
Het vlonderpad richting het noorden. Gedurende de zomer wordt de vijver meer moeras dan waterpartij en valt het droog.
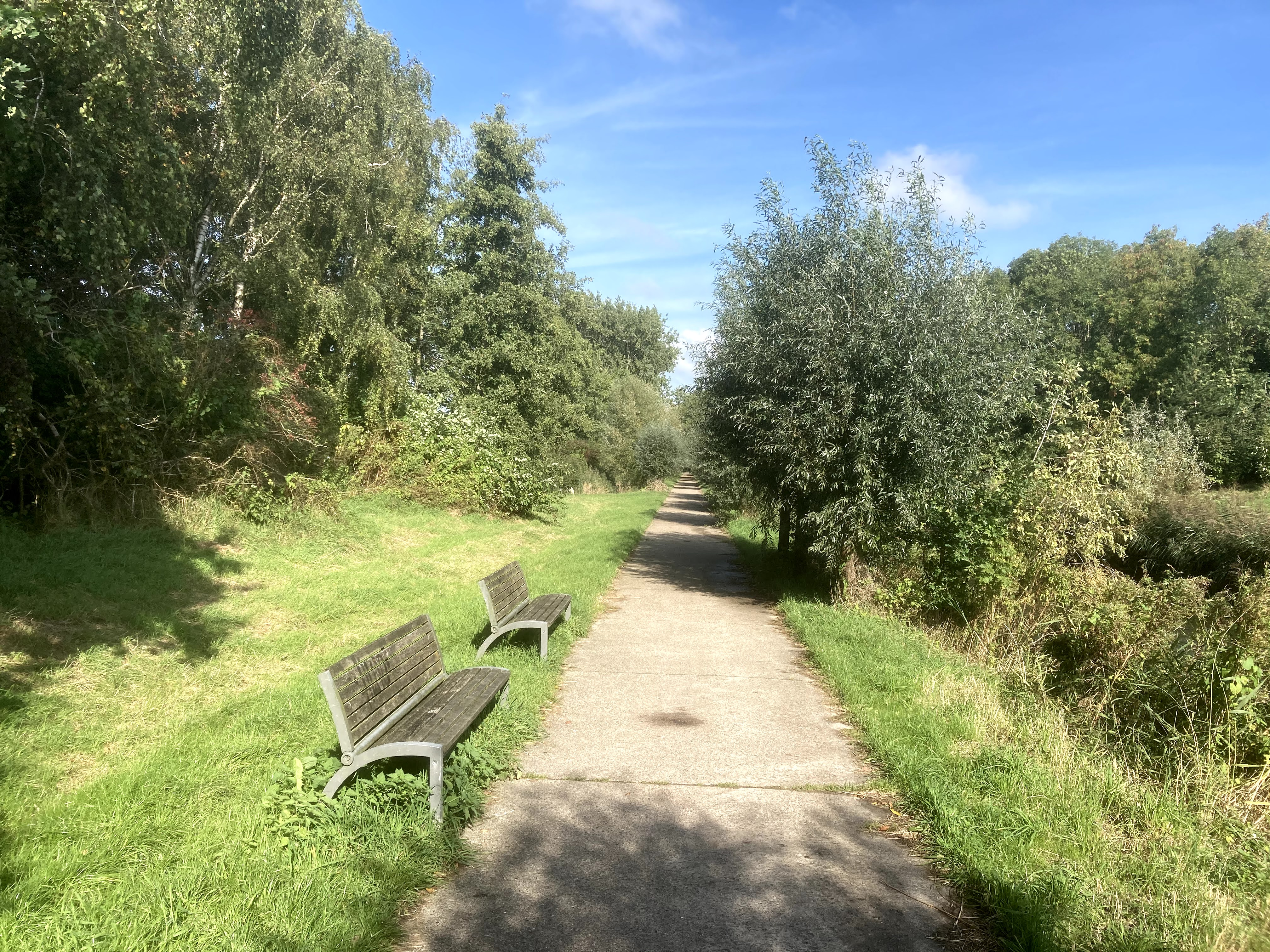
Voetpad langs water aan Oostkant Roege Bos
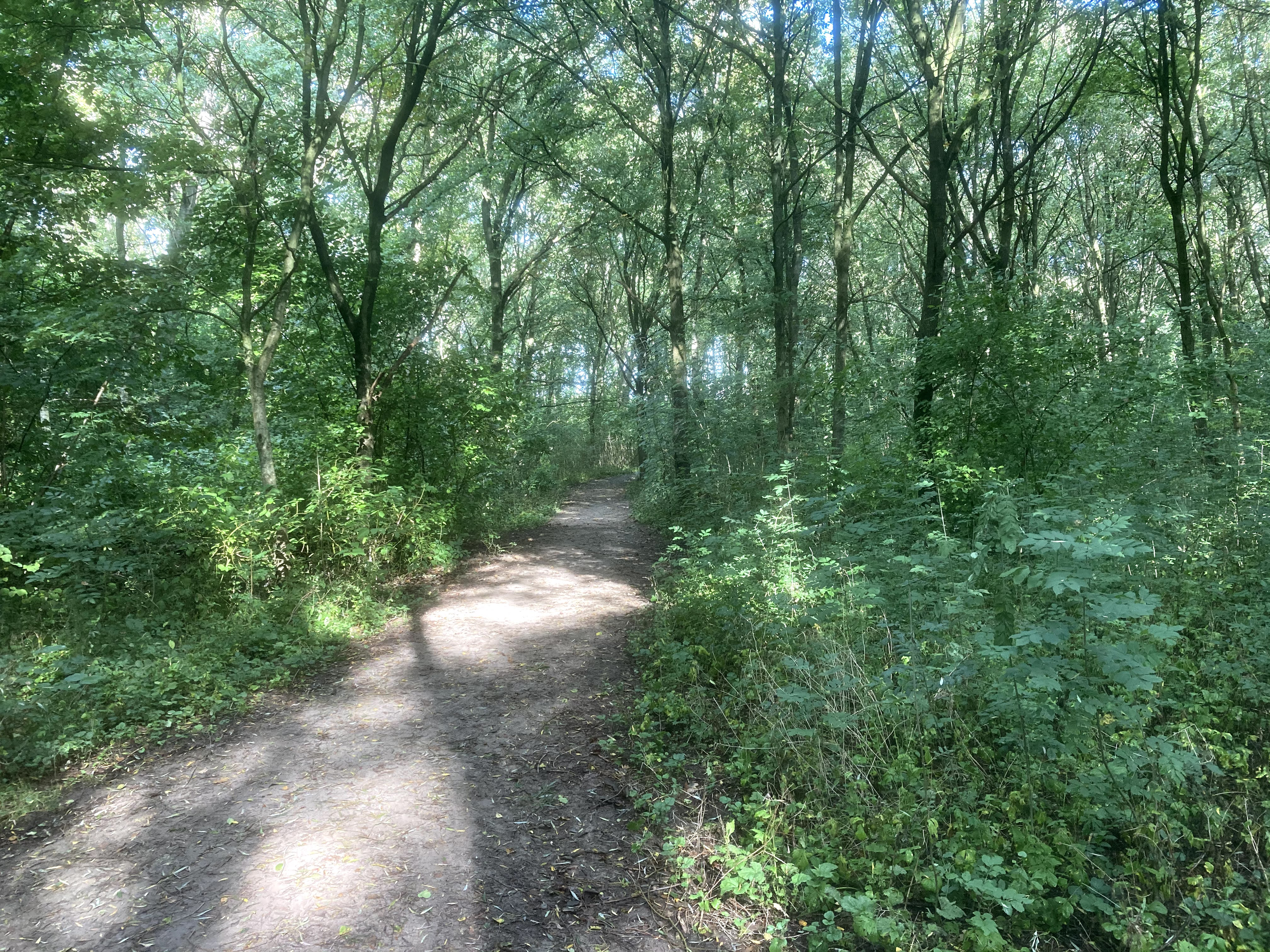
Een groot deel van het Roege Bos bestaat uit jonge bomen van 30 jaar oud waarvan in 2018 een groot deel omgewaaid is
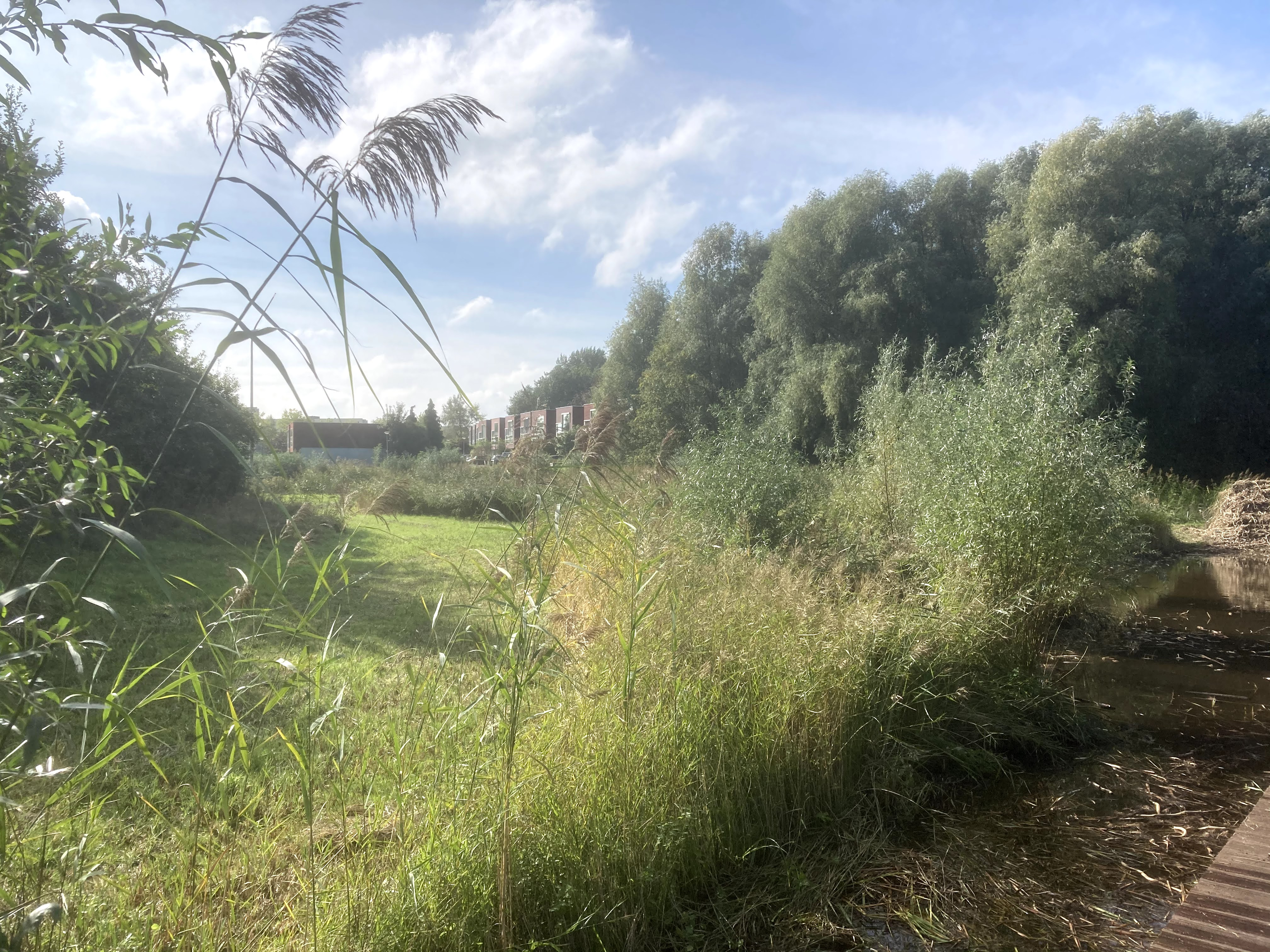
Uitzicht op het Pard Het Roege Bos en de straat Het Roege Bos vanaf de Eelderbaan

## Varia
- Het Roege Bos is terrein voor nachtelijke speeltochten en bootcamps.
- Delen van het bos zijn aangewezen om los met de hond te kunnen lopen, er geldt geen aanlijnplicht.